# 青春のつぶやき
『青春のつぶやき』（原題: 美麗在唱歌、英: Murmur Of Youth）は、1996年に製作された台湾映画。
1997年、第10回東京国際映画祭で上演され、主演の劉若英、曽静の2人が最優秀女優賞を受賞した。1998年10月23日、30日には台北映画祭で上映された。

## キャスト
- 陳美麗（チェン・メイリー）：劉若英
- 林美麗（リン・メイリー）：曽静
- 蔡進興（ツァイ・チンシン）